# لورين إليوت
لورين إليوت (بالإنجليزية: Lauren Elliott)‏ هو شخصية أعمال أمريكي، ولد في 29 أغسطس 1946 في بوسطن في الولايات المتحدة.